# Voce electronică
Vocea electronică este una din denumirile prin care se înțelege sintetizarea vorbirii (vorbirea artificială), de exemplu produsă de calculator. Inteligibilitatea și naturalețea sunt caracteristicile principale necesare ale vocii electronice. Acestea însă nu se realizează în proporție de 100%.
Cercetările recente se ocupă de modularea vocii electronice cu elemente care imită emoțiile umane.
Un alt domeniu, mult mai complicat decât sinteza vocii, este analiza sonoră a vocii umane și recunoașterea automată (de către un calculator) a celor spuse.  